# جوایز فیلم هالیوود
جوایز فیلم هالیوود (انگلیسی: Hollywood Film Awards) یک مراسم اعطای جایزه در آمریکا است که از سال ۱۹۹۷ برگزار می‌شود. مراسم این جشن در هتل بورلی هیلتون در بورلی هیلز، کالیفرنیا برگزار می‌شود. مراسم سال ۲۰۱۴ این جایزه توسط سی‌بی‌اس برای اولین بار در تلویزیون نمایش داده شد. مراسم سال ۲۰۱۶ که سالگرد بیستمین مراسم بود در ۶ نوامبر انجام شد و توسط جیمز کوردن اجرا شد.